# Överums socken
Överums socken i Småland bildades 1931, ingick i Norra Tjusts härad, ingår sedan 1971 i Västerviks kommun i Kalmar län och motsvarar från 2016 Överums distrikt.
Socknens areal är 69,40 kvadratkilometer, varav 64,41 land. År 2000 fanns här 1 487 invånare. Tätorten Överum med sockenkyrkan Överums kyrka ligger i socknen. 

## Administrativ historik
Överums socken, en jordebokssocken, bildades 1931 samtidigt som Överums landskommun och Överums församling och var en av de sista nya socknarna i Sverige. Socknen bildades genom utbrytning ur:
- Lofta socken av hemmanen Överum, Rivenäs och Olserum samt lägenheten Järnvägstomtem 2
- Västra Eds socken av Skärserum
- Ukna socken  av Överström nr 1-2, Hyllela nr 1-4 samt lägenheten Ukna järnvägstomt 6 och Obbentorp 1
- Dalhems socken av hemmanen Knuvebo, Flugenäs, Sedingsjö, Möckelhult, Vallemåla, Idåkra nr 1-2, Ulvsdal, Pjäkebo nr 1-2 samt lägenheterna Krogsmåla, Sedingsjö nr 2, Soltorpet, Svenstorp och Tranemo
- Gamleby socken av hemmanet Djupedal och lägenheten Boda nr 1-2.

I landskommunen uppgick 1952 Dalhems landskommun och den uppgick senare 1971 i Västerviks kommun.
1 januari 2016 inrättades distriktet Överum, med samma omfattning som församlingen hade 1999/2000.  
Socknen har tillhört samma fögderier och domsagor som Norra Tjusts härad.

## Geografi
Överums socken ligger nordväst om Gamleby. Socknen består av sprickdalar med odlingsbygd i dalarna och skogsbygd däromkring.

## Fornlämningar
Kända från socknen är gravrösen och stensättningar från bronsåldern samt gravar och två fornborgar från järnåldern.

## Namnet
Namnet (1390 Öfvarum) kommer från kyrkbyn. Förleden är övre och efterleden -rum, 'öppen plats' och är givet i relation till orten Reverum längre ner i vattensystemet.

### Fotnoter
1. 1 2  Svensk Uppslagsbok Överums socken
2. 1 2  Harlén, Hans; Harlén Eivy (2003). Sverige från A till Ö: geografisk-historisk uppslagsbok. Stockholm: Kommentus. Libris 9337075. ISBN 91-7345-139-8
3. ↑  ”Folkräkningen den 31 december 1930”. Statistiska centralbyrån. 1935. sid. 36 note 2. Arkiverad från originalet den 26 oktober 2014. https://www.webcitation.org/6TbpmPsGq?url=http://www.scb.se/Grupp/Hitta_statistik/Historisk_statistik/_Dokument/SOS/Folkrakningen_1930_1.pdf. Läst 18 september 2013.
4. ↑  Administrativ historik för Överum socken (Klicka på församlingsposten). Källa: Nationella arkivdatabasen, Riksarkivet.
5. 1 2  Sjögren, Otto (1931). Sverige geografisk beskrivning del 2 Östergötlands, Jönköpings, Kronobergs, Kalmar och Gotlands län. Stockholm: Wahlström & Widstrand. Libris 9939
6. 1 2  Nationalencyklopedin
7. ↑  Fornlämningar, Statens historiska museum: Överums socken
8. ↑  Fornminnesregistret, Riksantikvarieämbetet: Överums socken Fornminnen i socknen erhålls på kartan genom att skriva in sockennamn (utan "socken") i "Ange geografiskt område"
9. ↑  Mats Wahlberg, red (2003). Svenskt ortnamnslexikon. Uppsala: Institutet för språk och folkminnen. Libris 8998039. ISBN 91-7229-020-X. https://isof.diva-portal.org/smash/get/diva2:1175717/FULLTEXT02.pdf